# 艾倫氏巨牙天竺鯛
艾倫氏巨牙天竺鯛（學名：Cheilodipterus alleni），又稱艾倫氏巨齒天竺鯛，為輻鰭魚綱鈎頭魚目天竺鯛科巨牙天竺鯛屬下的一個種，分布於中西太平洋巴布亞紐幾內亞、印尼的弗洛勒斯島和婆羅洲的西布萬島海域，深度10至40公尺，本魚體延長，呈長橢圓形，頭大、眼大、口大且斜裂，具犬齒，鋤骨和腭骨通常具齒，前鰓蓋骨邊緣具鋸齒，體被櫛鱗，體蒼白色，體側帶有8條金棕色條紋，身體中部下方的條紋等於或略寬於間隙，第一背鰭的遠端一半黑色，近端一半蒼白，第二背鰭、臀鰭、胸鰭和腹鰭呈淡紅色，第二背鰭和臀鰭的前緣呈暗色至深棕色，通常遠端顏色較深，尾鰭上部和下部的鰭條呈深棕色，尾無暗斑，背鰭硬棘7枚、背鰭軟條9-10枚、臀鰭硬棘2枚、臀鰭軟條8-9枚，體長可達10.4公分，棲息在向海礁坡，小群活動，肉食性，以小魚和無脊椎動物為食，繁殖期時，雄魚具有口孵習性，卵約7日化成仔魚，由雄魚吐出，具短暫的仔魚飄浮期，生活習性不明。